# John O’Brien (Schriftsteller)

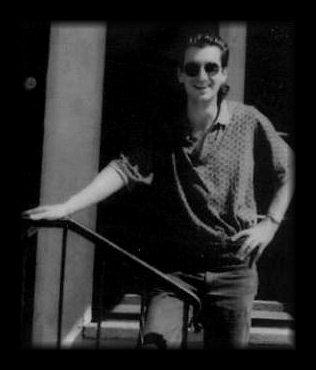
John O’Brien

John O’Brien (* 21. Mai 1960 in Oxford, Ohio; † 10. April 1994 in Beverly Hills, Kalifornien) war ein US-amerikanischer Autor. Sein erster Roman Leaving Las Vegas wurde im Jahr 1990 veröffentlicht und diente als Vorlage für den gleichnamigen Film von Mike Figgis, der in Deutschland 1996 Premiere hatte.

## Leben
O’Brien wurde als Sohn von Bill und Judy O’Brien geboren, seine Schwester ist die Schriftstellerin Erin O’Brien. Er wuchs in Brecksville und in Lakewood im US-Bundesstaat Ohio auf. Im Alter von neun Jahren hatte er eine kleine Rolle im 1970 erschienenen Weihnachtsfilm Scrooge nach Charles Dickens, in dem er ein namentlich nicht genanntes Kind spielte. 1978 graduierte er an der Lakewood High School.
1979 heiratete er Lisa Kirkwood, und die beiden zogen 1982 nach Los Angeles. Sein erster, zum Teil autobiographischer Roman Leaving Las Vegas entstand während einer Zeit im Leben des alkoholkranken Schriftstellers, als er bereits wiederholt in Suchtkliniken behandelt worden war. In der Folge ließen er und seine Ehefrau sich 1992 scheiden.
O’Brien erschoss sich im Alter von 33 Jahren in seinem Apartment in Beverly Hills, zwei Wochen nachdem er erfahren hatte, dass sein Debüt-Roman verfilmt werden würde und kurz vor Beginn der Dreharbeiten von Leaving Las Vegas.
Drei weitere Romane O’Briens wurden posthum veröffentlicht: Stripper Lessons (1997), The Assault on Tony’s (1996) und Better, wobei die letzteren von seiner Schwester Erin beendet wurden.

## Werke
- Leaving Las Vegas. Watermark Press, Wichita, Kansas, 1990, ISBN 978-0-922820-12-2 (deutsche Übersetzung: Leaving Las Vegas. Droemer Knaur, München 1996, ISBN 978-3-426-60534-9)
- Toys in the Attic, Episode 37 der US-amerikanischen Zeichentrickserie Rugrats. Nickelodeon, 1992 (Drehbuch; veröffentlicht unter dem Pseudonym Carroll Mine)[4]
- Stripper Lessons. Grove Press/Atlantic Inc., New York 1997, ISBN 978-0-8021-3507-0 (postum)
- The Assault on Tony’s. Grove Press/Atlantic Inc., New York 1997, ISBN 978-0-8021-3542-1 (postum)
- Better. Akashic Books, Brooklyn, New York, 2009, ISBN 978-1933354828 (postum)